# Studio DC: Almost Live
Studio DC: Almost Live é um especial do Disney Channel. O especial de variedades de meia hora com os Muppets e as estrelas do Disney Channel em performances cômicas e apresentações musicais. O estilo é similar ao tradicional Muppet Show. O primeiro especial foi com Miley Cyrus, Billy Ray Cyrus, Dylan Sprouse, Cole Sprouse, Brenda Song, Ashley Tisdale, Joe Jonas, Nick Jonas, Kevin Jonas, e Phill Lewis. O segundo especial foi com Selena Gomez, Demi Lovato, Jake T. Austin, Jason Earles, Jason Dolley, Moises Arias, David Henrie, e The Cheetah Girls. No Brasil a 1º Edição teve a sua estreia no dia 14 de maio de 2010 às 22h00 no Disney Channel. E a 2º Edição estreou Dia 22 de Maio de 2010 às 22h00.

## Elenco

### Muppets
| Muppeteer                     | Muppets Played                               |
| ----------------------------- | -------------------------------------------- |
| Steve Whitmire                | Kermit the Frog Rizzo the Rat Beaker Statler |
| Dave Goelz                    | Gonzo the Great Zoot Waldorf                 |
| Eric Jacobson                 | Miss Piggy Fozzie Bear Animal                |
| Bill Barretta                 | Pepe the Prawn Dr. Teeth The Swedish Chef    |
| David Rudman                  | Janice Scooter                               |
| Matt_Vogel Jerry Nelson (voz) | Floyd Pepper                                 |

### Performances Humanas

#### Primeiro Show
| Artista                                     | Série Disney                                         |
| ------------------------------------------- | ---------------------------------------------------- |
| Dylan Sprouse Cole Sprouse (Apresentadores) | The Suite Life on Deck The Suite Life of Zack & Cody |
| Brenda Song                                 | The Suite Life on Deck The Suite Life of Zack & Cody |
| Ashley Tisdale                              | Phineas and Ferb The Suite Life of Zack & Cody       |
| Miley Cyrus                                 | Hannah Montana                                       |
| Phill Lewis                                 | The Suite Life on Deck The Suite Life of Zack & Cody |
| Joe Jonas                                   | JONAS                                                |
| Nick Jonas                                  | JONAS                                                |
| Kevin Jonas                                 | JONAS                                                |
| Billy Ray Cyrus                             | Hannah Montana                                       |
| Jeffrey Ross Voz do Diretor                 |                                                      |

#### Segundo Show
| Artista                      | Série Disney                                                                 |
| ---------------------------- | ---------------------------------------------------------------------------- |
| Selena Gomez (Apresentadora) | Wizards of Waverly Place                                                     |
| Demi Lovato                  | As the Bell Rings Sonny with a Chance                                        |
| Sabrina Bryan                | The Cheetah Girls: One World (Disney Channel Original Movie)                 |
| Kiely Williams               | The Cheetah Girls: One World (Disney Channel Original Movie)                 |
| Adrienne Bailon              | That's So Raven The Cheetah Girls: One World (Disney Channel Original Movie) |
| David Henrie                 | Wizards of Waverly Place                                                     |
| Jake Austin                  | Wizards of Waverly Place                                                     |
| Moises Arias                 | Hannah Montana                                                               |
| Jason Earles                 | Hannah Montana                                                               |
| Jason Dolley                 | Cory in the House Good Luck Charlie                                          |
| Jeffrey Ross Voz do diretor  |                                                                              |